# Pfirsching
Pfirsching ist ein Ortsteil der Gemeinde Malgersdorf im niederbayerischen Landkreis Rottal-Inn.

## Geografie und Verkehrsanbindung
Das Dorf liegt etwa 1 km südwestlich des Zentrums von Malgersdorf. Es ist baulich fast mit dem Hauptort verbunden  und wird von den Kreisstraßen PAN 35 und PAN 50 durchquert.
Ca. 200 m südlich von Pfirsching verläuft die Kollbach.

## Geschichte
Zum Jahreswechsel 1900/01 entdeckte der Hofbesitzer Johann Gangkofer beim Ausheben eines Kellers erstmalige Vorkommen von Bentonit in dieser Gegend. Infolgedessen entstand hier ein Mineralwerk zur Konditionierung eines versandfertigen Produktes. Das Werk wurde in der 1. Hälfte des 20. Jahrhunderts bis 1953 betrieben. In dieses Jahren gab es wechselnde Besitzer, bis schließlich nach dem 
Zweiten Weltkrieg Pfirsching Eigentum der Süd-Chemie wurde.